# Sola Diveana
Sola Diveana es el nombre de un álbum de estudio de la cantante venezolana Diveana. Fue producido en Venezuela por Luis Alva. Fue lanzado al mercado por Latina el 1 de octubre de 1995. Algunos de los sencillos que se promocionaron de este disco fueron: "Sola", "Un Poquito" y, "Boca Loca" fueron algunas canciones de este disco que mejor calaron a nivel de radio.

## Canciones
1. Un Poquito
2. Sola
3. Dame Que Te Doy
4. Boca Loca
5. Diveana
6. Noches De Media Luna
7. SolaA cappella
8. SolaAcuistico
9. SolaLive

Nota Importante: Este lanzamiento es una edición especial por ser el álbum que recopila varios éxitos de la estrella venezolana, el álbum "Sola" de Diveana realmente es el primero en su carrera como solista oficialmente lanzado a finales de 1990 por la disquera Velvet. los temas de esa primera producción son: Tus Ojos, Un Poquito, Pícaro, Yo No Se, Sola, En Beirut, Furiosa, Por Quererte Tanto (a dúo con Miguel Moly). en 1992 lanza su segundo disco titulado "Noches de Media Luna", en 1994 lanza su tercer disco titulado "Dame Que Te Doy" y en 1998 lanza su cuarto álbum de estudio titulado "Vuelve a Brillar La Luz".

## Premios
Mejor Recopilatorio de album de Merengue.
- Datos: Q25408180